# Otoče
Otoče este o localitate din comuna Radovljica, Slovenia, cu o populație de 159 de locuitori.